# Loarn dál riatai király
Loarn mac Eirc Dál Riata legendás királya volt és az 5. században élhetett.
A Duan Albanach, a Senchus Fer n-Alban és egyéb genealógiák Loarn apjának Ercet tartják, aki  Eochaid Muinremuir fia volt. Loarn királyra vonatkozóan nincsenek történelmi feljegyzések, jelentőségét az adja, hogy ő a névadó őse a Cenél Loairn családnak.

## Cenél Loairn
A Cenél Loairn család Argyll északi részét ellenőrizte Firth of Lorne körül, a terület központja minden valószínűség szerint  Lorne volt, de ide tartozhatott Mull-sziget, Morvern és Ardnamurchan is. A királyság székhelye valószínűleg az Oban környéki Dun Ollaigh volt. Az itteni kereszténység központja Lismore lehetett, mely a középkor későbbi szakaszában az argylli püspök székhelye volt.

## Loarn leszármazottai
Dál Riata több királya is a Cenél Loairn családból származott, így feltehetően Loarn leszármazottai közé tartoztak: 
- Ferchar Fota
- Ainbcellach mac Ferchair
- Selbach mac Ferchair
- Dúngal mac Selbaig
- Muiredach mac Ainbcellaig

Az érett középkor idején a Moray Királyság uralkodói tartoztak Loarn ágához:
- Findláech mac Ruaidrí
- Máel Coluim mac Máil Brigti
- Gille Coemgáin mac Máil Brigti
- Mac Bethad mac Findláich (egyben skót király is)
- Lulach mac Gille Coemgáin (egyben skót király is)
- Máel Snechtai mac Lulaich
- Óengus

## Lásd még
- Dál Riata uralkodóinak listája
- Skócia uralkodóinak listája

## Fordítás
- Ez a szócikk részben vagy egészben  a   Loarn mac Eirc című angol Wikipédia-szócikk ezen változatának fordításán alapul.  Az eredeti cikk szerkesztőit annak laptörténete sorolja fel. Ez a jelzés csupán a megfogalmazás eredetét és a szerzői jogokat jelzi, nem szolgál a cikkben szereplő információk forrásmegjelöléseként.

| Előző Erc | Dal Riata királya 5. század | Következő I. Fergus |